# Banks, Oregon
Banks là một thành phố trong Quận Washington, Oregon, Hoa Kỳ. Dân số theo điều tra dân số năm 2000 là 1.286 người. Ước tính năm 2007 là 1.435 cư dân.

## Địa lý
Banks nằm ở vị trí 45°36′51″B 123°6′39″T / 45,61417°B 123,11083°TĐã đưa tham số không hợp lệ vào hàm {{#coordinates:}} (45.614153, -123.110827)1.
Theo Cục điều tra dân số Hoa Kỳ, thành phố có tổng diện tích là 0,3 dặm vuông Anh (0,9 km²), tất cả đều là mặt đất.